# Departamento de Mono
Mono es uno de los doce departamentos de Benín. La capital del departamento es Lokossa. La población de Mono es de alrededor de 497 243 personas. El departamento de Kouffo formó parte de Mono hasta 1999, año en el que el gobierno de Benín dividió algunos de los departamentos. Mono es el único departamento de Benín en el que se habla la lengua gen. Otros idiomas que se hablan en el departamento de Mono son el ewé y algunas de las lenguas Phla-Pherá.

## Localización
Se ubica en la esquina suroccidental del país y tiene los siguientes límites:
| Noroeste: Kouffo           | Norte: Kouffo         | Noreste: Kouffo     |
| Oeste: Maritime, Togo      |                       | Este: Atlantique    |
| Suroeste: Océano Atlántico | Sur: Océano Atlántico | Sureste: Atlantique |

## Subdivisiones
Se divide en seis comunas:
- Athiémé
- Bopa
- Comè
- Grand-Popo
- Houéyogbé
- Lokossa